# Estepa forestal kazaja
La ecorregión de la estepa forestal kazaja (WWF ID: PA0809) se extiende a lo largo de una franja larga y delgada de zona de transición entre la taiga boscosa de la Rusia siberiana (al norte) y la estepa kazaja (al sur). La ecorregión se extiende a lo largo de 2000 km desde los Montes Urales del sur en el oeste hasta las estribaciones del macizo de Altái en el este, pero tiene un promedio de sólo 200 km de sur a norte en toda su longitud. Debido a que la región está más hacia el interior que la estepa forestal europea, y entre 300 y 500 km más al norte, el clima es más continental y con menos precipitaciones, la cubierta arbórea es más escasa.
La ecorregión se encuentra en el bioma de pastizales y matorrales templados y en la ecozona paleártica, con un clima continental húmedo y cubre un área de 420 614 km².

## Localización
La ecorregión se extiende a lo largo de la frontera entre Rusia y Kazajistán, principalmente en el lado norte (ruso), con algunas pequeñas secciones en Kazajistán propiamente dicha. El terreno está formado principalmente por llanuras bajas relativamente planas, con humedales en las depresiones y franjas de árboles que siguen los cursos de agua sobre el suelo arenoso. Al norte se encuentra la ecorregión de la taiga de Siberia Occidental; al sur está la estepa kazaja.

## Clima
El clima de la región es un clima continental húmedo, con veranos cálidos (clasificación climática de Köppen (Dfb)). Este clima se caracteriza por una alta variación de temperatura, tanto diaria como estacional; con inviernos largos y fríos y veranos cortos y frescos, sin que ningún mes promedie más de 22 °C (71,6 °F). Hay precipitaciones suficientes (con un promedio de 330 mm/año) para sustentar masas irregulares de árboles. La temperatura media en el centro de la ecorregión es de -17,6 ºC (0,3 °F) en enero y 19,7 ºC (67,5 °F) en julio.

## Flora y fauna
La región exhibe la típica mezcla de estepa forestal de pastizales y bosques demasiado escasos para crear un dosel completo. Los árboles típicos son el abedul, el álamo temblón y el pino siberiano, que a menudo crecen en pequeñas arboledas llamadas «kolky», y los pinos suelen crecer en largas franjas de suelo arenoso en formaciones llamadas «bosques de cinta». Los pantanos son muy comunes en la región, que además está cubierta de bosques en aproximadamente un 15 %; aunque la superficie cubierta de bosque se ha visto reducida en los últimos años por la actividad humana. La hierba más común es Calamagrostis epigejos (pasto arbustivo).
Un estudio realizado en 2003 indicó que la pequeña porción de la estepa forestal kazaja que en realidad se encuentra en Kazajistán (alrededor de 21 000 km²) muestra una cubierta que está compuesta en un 13 % de trigo de primavera, un 37 % de tierras de cultivo/pastos de secano y un 51 % de un mosaico de tierras de cultivo y bosques.

## Áreas protegidas
Hay dos áreas protegidas importantes en la ecorregión, ambos en Rusia;
- Reserva natural Ilmen, protege un área de los montes Ilmen al sureste de los Montes Urales que históricamente ha sido objeto de una intensa extracción de minerales, con más de 400 antiguas minas en las fronteras.[7]
- Reserva natural Tigirek, en el extremo oriental de la ecorregión, en las estribaciones de la región de Altái-Sayan y en una zona de transición a hábitats de estepa montañosa.[8]